# Тришоли (Козенца)
Тришоли је насеље у Италији у округу Козенца, региону Калабрија.
Према процени из 2011. у насељу је живело 106 становника. Насеље се налази на надморској висини од 271 м.